# Suite Vollard

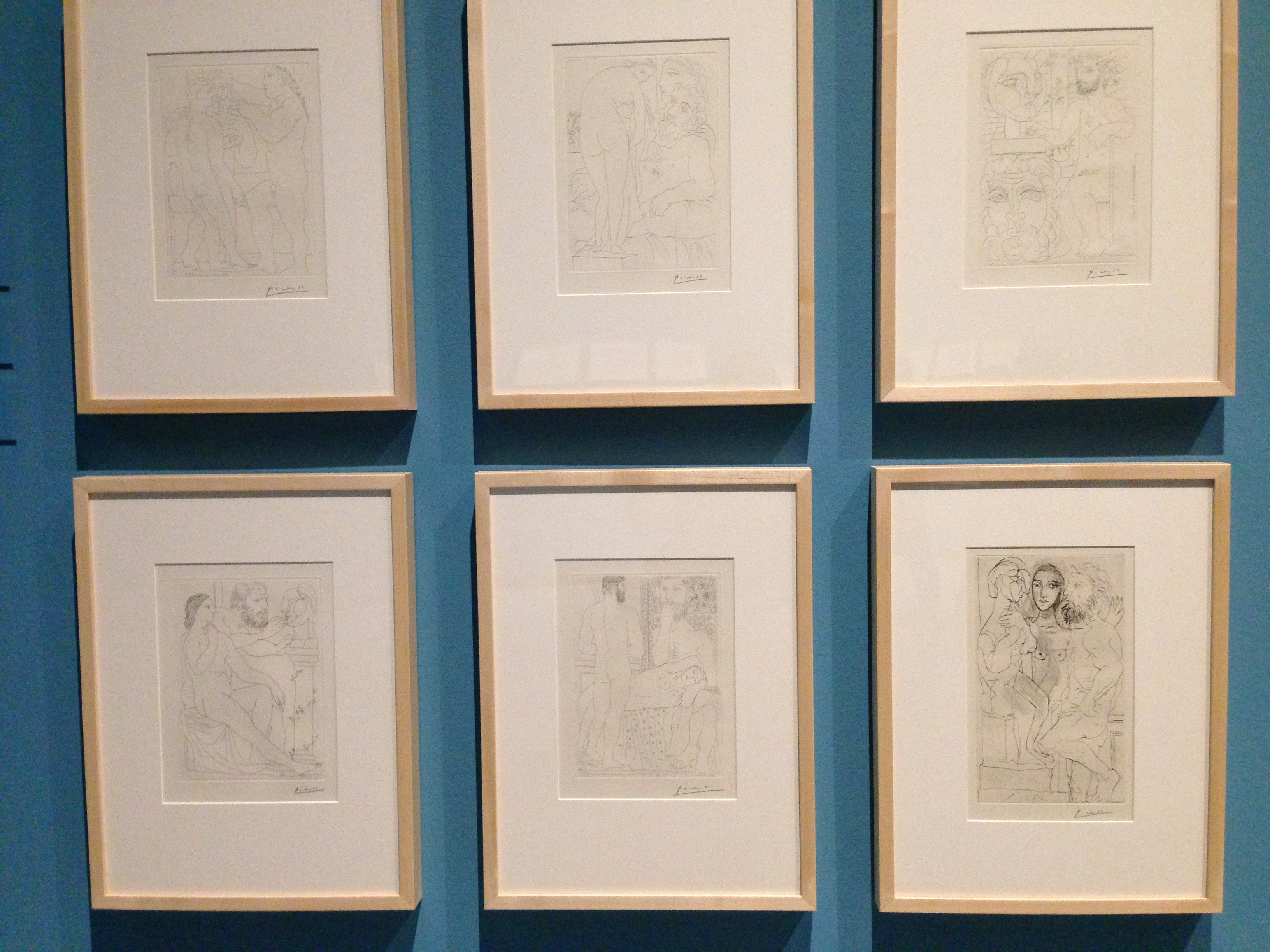
obras de la Suite Vollard

La Suite Vollard es un conjunto de 100 aguafuertes muy valiosos en estilo neoclásico del artista español Pablo Picasso, producida entre 1930 y 1937. Llamada así por el marchante de arte que la encargó, Ambroise Vollard (1866-1939), la suite es considerada la serie de grabados más importantes del Arte Moderno. 
Fueron 303 los conjuntos editados, pero muchos fueron disgregados y las impresiones se vendieron por separado. Actualmente solo 10 museos en el mundo poseen la serie completa.
La edición de los 303 conjuntos estaba formada por tres ejemplares sobre papel avitelado firmados por el artista con tinta roja; cincuenta ejemplares sobre gran papel verjurado (760 x 500 mm.) con la marca de aguas Pepèterie Montgolfier à Montvalt, en parte firmados, y doscientos cincuenta ejemplares sobre pequeño papel verjurado de Montval (445 x 340 mm.) con la marca de aguas "Vollard" o "Picasso" y en parte firmados.
Posteriormente se han editado conjuntos en facsímil en diversos formatos. Una de las ediciones más populares y que no procede de las matrices originales es la de SPADEM impresa en litografía de 1973.

## Historia
En 1930, Picasso recibió el encargo de producir los grabados del marchante de arte y editor Ambroise Vollard a cambio de pinturas de Pierre-Auguste Renoir y Paul Cézanne.
Picasso trabajó extensamente en el encargo en la primavera de 1933 y completó el conjunto en 1937. Pasaron otros dos años hasta que el impresor Roger Lacourière terminara de imprimir los 230 juegos completos, pero la muerte de Vollard en 1939 y la Segunda Guerra Mundial significaron que los grabados comenzaron a llegar al mercado del arte en la década de 1950.

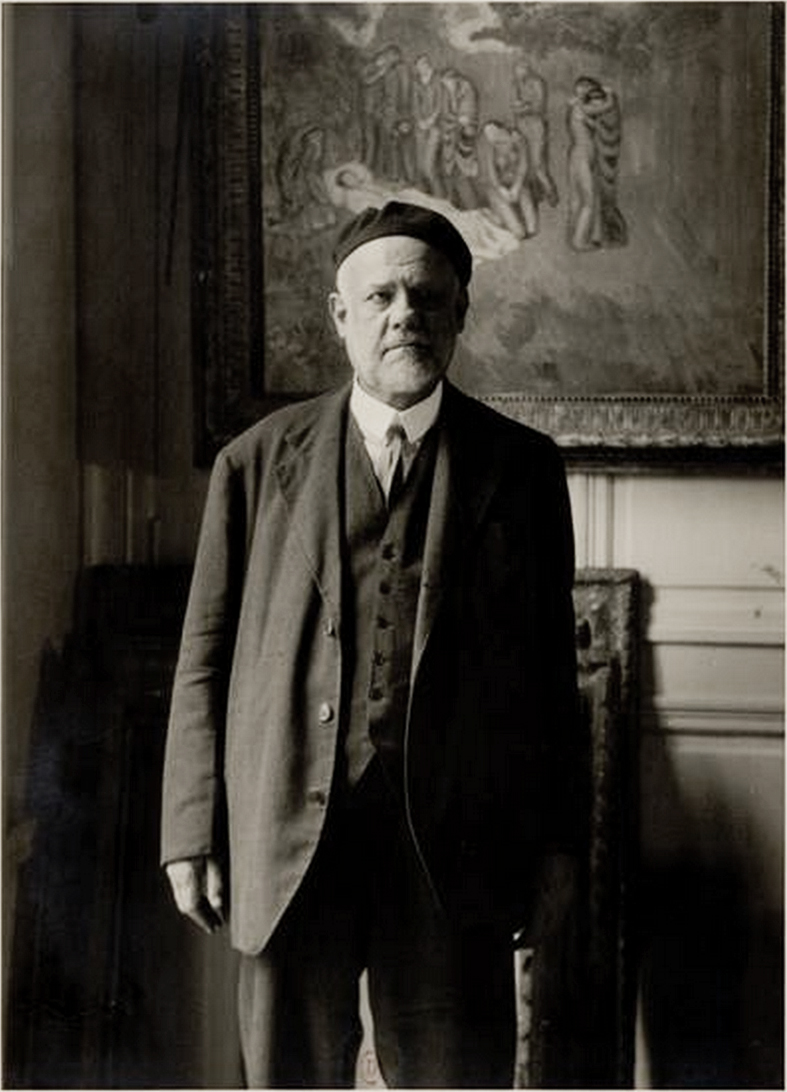
Ambroise Vollard, delante del cuadro de Picasso, El entierro de Casagemas.

En 1971, una exhibición de la serie de grabados en Madrid fue atacada por un grupo paramilitar, los Guerrilleros del Cristo Rey: desgarraron las fotos y vertieron ácido sobre las impresiones. El grupo atacaba obras asociadas a exiliados españoles como Picasso, quien se alineó con la causa republicana en la guerra civil española. Con todo, el atentado vandálico a los grabados hubo de deberse a una confusión de Blas Piñar: él pensó que se exponían los grabados antifranquistas Sueño y mentira de Franco .
En 2009 una serie de edificios residenciales giratorios en Brasil se llamó Suite Vollard en referencia a la suite.
Un conjunto completo es propiedad de la National Gallery of Australia, y el British Museum adquirió una carpeta completa en 2011 después de una donación de 1 millón de libras del financiero Hamish Parker, un directivo de Mondrian Investment Partners. La donación fue en memoria del padre de Parker, el mayor Horace Parker. Había sido la ambición del Museo Británico poseer el conjunto, y la adquisición fue descrita por el director del museo, Neil MacGregor, como "una de las adquisiciones más importantes de la institución en los últimos 50 años".

## Las series
Las obras no se basan en una fuente literaria, y no están tituladas, aunque según la Fundación Juan March: "Algunos de los temas tienen un origen remoto en el cuento de Honoré de Balzac: Le Chef-d'oeuvre inconnu (La obra maestra desconocida, 1831), que impresionó mucho a Picasso. Cuenta la historia de los esfuerzos de un pintor para capturar la vida misma en el lienzo a través de la belleza femenina". Las obras están inscritas por Picasso con el año, mes y día en que dibujó la imagen. Escribiendo en el Daily Telegraph Richard Dorment afirma que como Picasso tardó tanto tiempo en crear la suite, "las imágenes y el registro emocional de las copias cambian constantemente para reflejar las obsesiones eróticas y artísticas de Picasso, las vicisitudes matrimoniales y la situación política cada vez más oscura en Europa ... En los años en que Picasso trabajó en la serie, el fascismo se extendió por Europa y la guerra civil estalló en España. Estas ansiedades también se abrieron camino en la Suite Vollard, de modo que cuando llegas al final del espectáculo y a las últimas imágenes del minotauro ciego, sientes que estás en un universo emocional diferente de la arcadia iluminada por el sol que encontraste al principio del espectáculo".
La suite comienza con grabados que exploran el tema del estudio del escultor, la amante de Picasso, Marie-Thérèse Walter, es retratada como una modelo que yace en los brazos de un escultor barbudo. Picasso había sido inspirado recientemente por Marie-Thérèse para crear una serie de cabezas de bronce monumentales en estilo neoclásico. Picasso también había sido encargado recientemente por el editor Albert Skira en 1928 para crear grabados originales en huecograbado para su traducción de Las Metamorfosis de Ovidio, que apareció en 1931.
Dorment comenta que aparece un minotauro, uniéndose en escenas de excesos báquicos, pero el minotauro se transforma de amante amable y bon vivant en violador y devorador de mujeres, lo que refleja las turbulentas relaciones de Picasso con Marie-Thérèse y su esposa Olga. En una tercera transformación, el minotauro se vuelve patético, ciego e impotente, deambula de noche, guiado por una niña pequeña con las características de Marie-Thérèse. Los tres grabados finales de la suite son retratos de Vollard.
Picasso aprendió nuevas técnicas de grabado durante la suite, desde grabados lineales relativamente simples, hasta punta seca y aguatinta, esto le permitió lograr más efectos pictóricos. La mayoría de las impresiones se completaron a satisfacción de Picasso en un solo estado, pero otras, especialmente las composiciones eróticas, existen en varios estados, catorce en un caso.

## Colecciones Completas
Museos
- Museo Británico
- Colby College Museum of Art[9]
- Hood Museum of Art - Hanover[10]
- Kunstmuseum Pablo Picasso - Münster[11]
- Museo de Arte moderno de Fort Worth[12]
- Museo Ludwig - Colonia[13]
- Museo de Arte Contemporáneo de Caracas
- Galería nacional de Australia
- Galería nacional de Canadá
- Museo de Arte de Filadelfia[14]

Fundaciones y Centros Privados
- Harry Ransom Center
- Fundación MAPFRE, Madrid[15]
- Fundación ICO, Madrid[16]

## Leer más
- Bolliger, Hans (1977). Picasso's Vollard Suite. New York: Harry N. Abrams. ISBN 9780810920767.
- Coppel, Stephen (2012). Picasso Prints: The Vollard Suite. British Museum Press. ISBN 9780714126838.